# Villa Rochefontaine
La villa Rochefontaine est située à Perros-Guirec, en France.

## Localisation
La villa est située sur la commune de Perros-Guirec, rue de Traoù-Treuz, dans le département des Côtes-d'Armor, dans la région Bretagne. Construite au centre d'une grande parcelle isolée, la villa jouissait à l'origine d' une vue sur mer aujourd'hui masquée par la végétation et les constructions.

## Description
Corps de bâtiment principal couvert d'un toit à longs pans et pignons découverts. Façade antérieure avec corps de bâtiment latéral en avancée, couvert en appentis, comprenant un porche dans-œuvre. Tourelle carrée hors-œuvre, dans l'angle, couverte d'un toit en pavillon, et tourelle d'escalier circulaire hors-œuvre, couverte d'un toit conique. Elévation postérieure avec tourelle circulaire hors-œuvre, couverte d'un toit conique, et agrémentée de logettes. Petit corps de bâtiment accolé sur la façade latérale gauche (addition). Façade latérale droite caractérisée par une haute baie couverte d'un arc brisé, percée dans le mur-pignon, et éclairant l'atelier. Auvent placé devant les baies du rez-de-chaussée, soutenu par des piliers carrés en granite rose. Accolé au corps principal, escalier de distribution extérieur supporté par un porche. Les baies sont couvertes d'un arc brisé. Lucarne à fronton-pignon triangulaire en maçonnerie, avec crossettes et boule décorative stylisées. Souche de cheminée monumentale. Gros-œuvre en moellons de granite laissés apparents, la façade latérale gauche est enduite. L'atelier situé à l'étage (mentionné comme tel sur les plans) est un vaste vaisseau couvert d'un lambris, éclairé par une large baie et présentant une tribune découverte.

## Historique
La villa, maison de villégiature, est bâtie vers 1903 pour Raymond Lefranc, artiste peintre. Construite en granit, elle est caractéristique des villas du début du XXe siècle à Perros-Guirec.
Elle est inscrite au titre des monuments historiques par arrêté du 26 octobre 2017.

## Protection
Éléments protégés : la villa en totalité, le portail d'entrée en demi-cercle et le sol de la propriété.